# Poblaće
Poblaće (cyr. Поблаће) – wieś w Czarnogórze, w gminie Pljevlja. W 2011 roku liczyła 72 mieszkańców.